# クアトロ!
クアトロ!～ザ・メイキング・オブ・ウノ！、ドス！、トレ！～(¡Cuatro!)は、2013年9月24日にDVDでリリースされたグリーン・デイのドキュメンタリー作品である。日本では12月11日に日本語字幕入りの国内盤として発売された。

## 概要
- 2012年に発売されたウノ!ドス!トレ!三部作の制作過程を収録したドキュメンタリー作品である。
- グラミー賞のベストミュージックフィルム賞にノミネートされた。